# Байбаймен
Байбаймен (англ. The Bye Bye Man) — американський фільм жахів 2017 року режисерки Стейсі Тайтл. Фільм знятий за оповіданням «Міст до Острова Тіла» Роберта Деймона Шнека, який автор, як він стверджує сам, писав, будучи під яскравим враженням від однієї реальної історії.

## Сюжет
Три студента, які мимоволі розкрили його сутність, намагаються вберегти від цієї таємниці оточуючих і попутно врятувати власні життя. Джон, Еліот і Саша переїжджають з кампусу в старий будинок, не підозрюючи, які таємниці він може зберігати. Одного разу вони випадково пробуджують дух, якого місцеві називають «Байбаймен», боячись назвати його інакше. Колись він зробив страшний злочин, і кожного, хто назве його по імені, він знайде і вб'є. Студенти випадково дізналися його справжнє ім'я. Щоб уберегти від страшної кари себе і своїх друзів, вони не мають права проговоритися.

## У ролях
| Актор            | Роль            |
| ---------------- | --------------- |
| Даг Джонс        | Байбаймен       |
| Дуглас Сміт      | Елліот          |
| Майкл Трукко     | Вірджіл         |
| Крессіда Бонас   | Саша            |
| Люсьен Лавісконт | Джон            |
| Керрі-Енн Мосс   | детектив Шоу    |
| Фей Данавей      | вдова Редмон    |
| Клео Кінг        | місіс Воткінс   |
| Дженна Канелл    | Кім             |
| Еріка Тремблі    | Аліса           |
| Маріса Ечеверріа | Тріна           |
| Ава Пеннер       | Анна            |
| Лі Воннелл       | Ларрі           |
| Сет Вільям Меєр  | капітан поліції |